# Ignace Muylle
Ignace Muylle (Brugge, 11 juni 1899 - Middelkerke, 17 maart 1965) was een Belgisch voetballer. Hij speelde in het begin van de jaren twintig een viertal seizoenen als aanvaller bij Cercle Brugge, dat in de Ere Afdeling speelde. Hij scoorde elf keer in ruim veertig wedstrijden.